# Партер (сад)

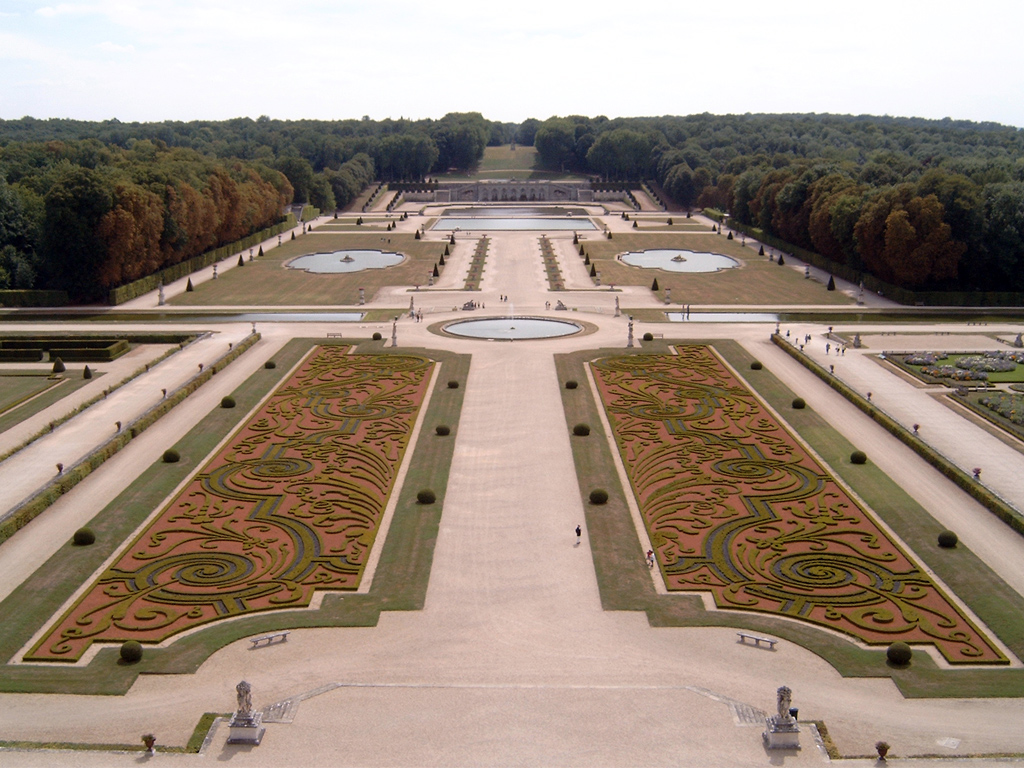
парк Во ле Віконт, партер з арабесками, сучасна реставрація.

 Парте́р (фр. parterre від par terre — «на землі») — ділянка парку геометричних форм, зазвичай з низькими рослинами в горизонтальній площині. Партери розплановують біля пам'ятників, монументальних споруд, він парадна частина, але геометричних і стриманих форм і візерунків.

## Партер в регулярних садах

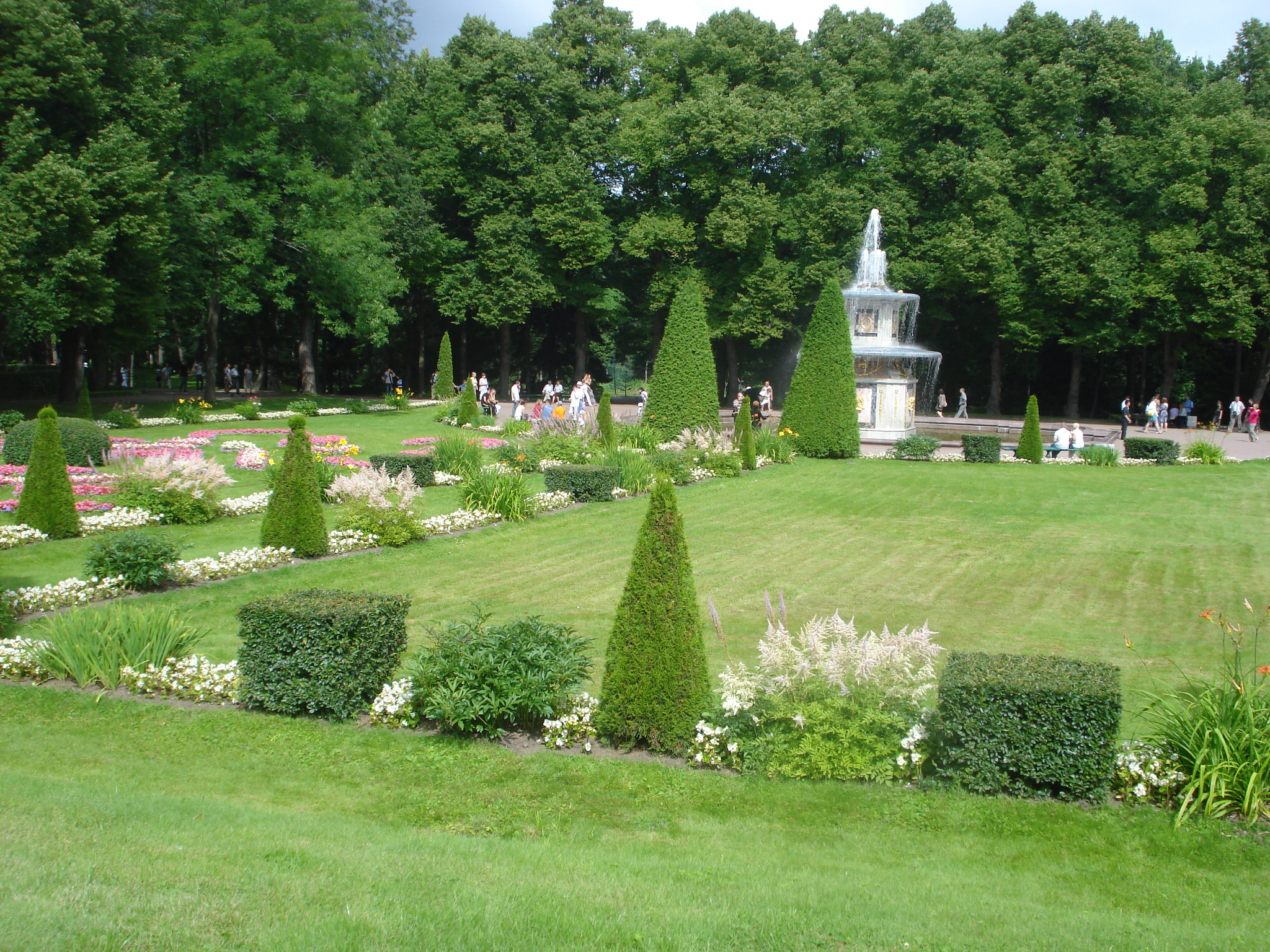
Петергоф. Партер біля Римських фонтанів.

Партер особливо полюбляли у Франції 17 століття. Саме там виникає декілька різновидів партеру.
- Мереживний партер
- Партер з арабесками (візерунками)
- Англійський партер
- Розрізний партер
- Водний партер
- Партер зі скульптурами
- Партер з фонтанами тощо

## Партер мережевий

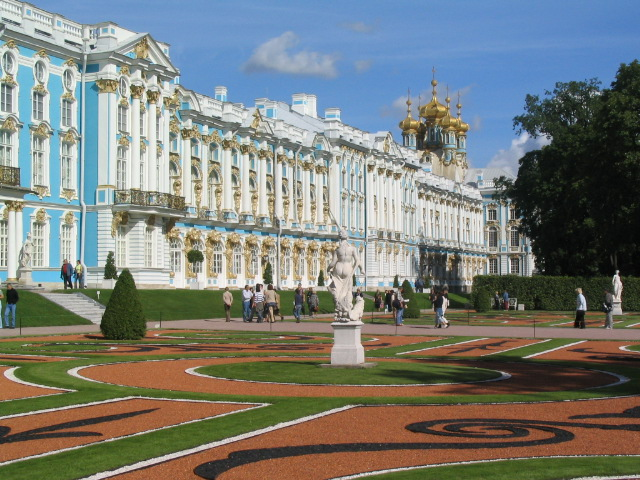
Мережевий партер з доповненням скульптурою та вистриженими рослинами. Царське Село (музей-заповідник).

Мережевий партер виконували з неживих, нерослинних матеріалів. Він мав складний візерунок як у мережива, але виконаний з різнокольорових камінців на тлі піску. Вибір кольорів був обмеженим білим, чорним та теракотовим. Використовували чорне вугілля, товчену черепицю чи червону цеглу, різновиди білих камінців. Мав поширення в кінці 17 ст. Пізніше його доповнювали бароковою скульптурою, поодинокими кущами тощо. Найкращий зразок збереженого і відреставрованого мереживного партеру в Росії — смуга партеру біля палацу в Царському Селі.

## Партер з арабесками
Належить до трудомістких партерів в саду бароко. Має складні візерунки зі стрижених рослин. Потребує догляду і вчасного вистригання усього зайвого. Найкращі зразки партерів з арабесками відреставровані в садибі Во ле Віконт, Франція.

## Англійський партер
Має дещо спрощений малюнок, візерунки зроблені з газону на тлі піску, доповнювався квітами.

## Розрізний партер
Партер невеличких розмірів, зроблений з квітів на тлі піску. Квіти висаджені в геометричні ділянки і нагадували розрізані клаптики тканини, звідси назва. Найкращий зразок розрізного партеру відреставровано біля маленького палацу Монплезір Петра І в Петергофі, Росія.

## Партер водний

Водний партер для Стрельни, фрагмент плана.

Трудомісткий різновид партеру, що потребує для свого виконання басейнів з водою. Ніколи не мав великого поширення. Водним партером в кінці 17 ст. дивував парк в садибі Шантійї, який створив геніальний Андре Ленотр для брата короля, принца Конде (збережений).

## Партер зі скульптурами чи фонтанами
Назва добре пояснює суть подібних партерів, де сполучені скульптура(чи фонтан) з газоном і доповненнями квітами чи без них.

## Сучасні партери

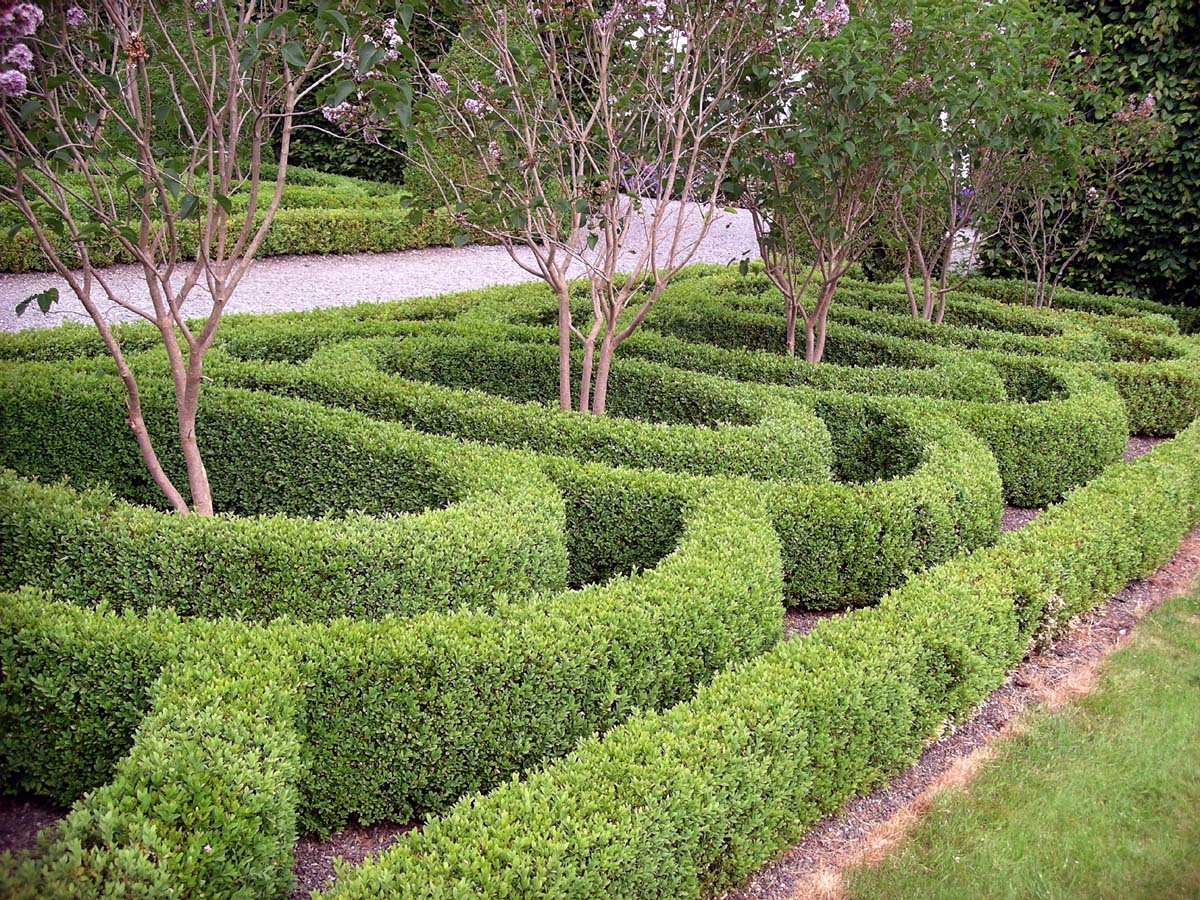
Сучасний партер в замку Бірр, Ірландія.

Вони виконуються у різних, в тому числі стародавніх манерах або в комбінованому варіанті без чіткого дотримання стилю. Можуть доповнюватися квітами, стриженими кущами і невеликими деревами.
У пейзажних парках партери не мають різких геометричних форм, а виконуються у вигляді галявин і доповнюються чим завгодно. Такі партери дешеві і не трудомісткі. Їх складність зростає з кількістю доповнень чи їх комбінації.